# Édouard Fortier
Édouard Fortier est un homme politique français né le 18 août 1836 à Saint-André-sur-Cailly et mort le 11 août 1915 à Mont-Saint-Aignan.

## Biographie
Propriétaire terrien, il se consacre à l'exploitation de ses domaines et s'investit dans les organismes agricoles. Il est également juge au tribunal de Commerce de Rouen et administrateur de la Banque de France à Rouen.
Il est sénateur de la Seine-Maritime de 1898 à 1915, et siège au groupe de la Gauche démocratique. Il intervient essentiellement sur les sujets agricoles et sur les questions commerciales.
Ses obsèques sont célébrées dans l'église Saint-André de Mont-Saint-Aignan et il est inhumé au cimetière monumental de Rouen.
Son nom a été donné à une rue de Mont-Saint-Aignan en 1916.

## Distinctions
- Officier de la Légion d'honneur (16 avril 1897)[2]. Nommé chevalier le 14 juin 1884, il est fait officier par Ernest Hendlé, préfet de la Seine-Inférieure, le 3 juillet 1897.

## Publications
- Table analytique des matières contenues dans les bulletins et les procès-verbaux de la Société [centrale d'agriculture de la Seine-Inférieure] depuis sa réorganisation, le 25 mars 1819, Rouen, H. Boissel, 1877, 616 p.
- Traité élémentaire d'agriculture et d'horticulture pratiques à l'usage des écoles de garçons, Rouen, E. Deshays, 1889, 218 p.